# Der Mann, der Eichmann jagte
Der Mann, der Eichmann jagte ist ein Fernsehfilm, der, basierend auf dem Roman Eichmann in My Hands von Peter Zvi Malkin und Harry Stein, 1996 unter Regie von William A. Graham entstand.

## Handlung
Der israelische Geheimdienst Mossad hat im Mai 1960 den nationalsozialistischen Kriegsverbrecher Adolf Eichmann in Argentinien aufgespürt. Die beiden jüdischen Spezialisten Peter Zvi Malkin und Isser Harel entwerfen nun einen Plan, um Eichmann zu fangen, außer Landes zu schaffen, und ihn in Israel für seine Verbrechen im Holocaust vor Gericht zu stellen.
Am 11. Mai 1960 gelingt dem Mossad der Coup – Eichmann kann festgenommen werden. Im Versteck, wenige Tage vor der Entführung nach Israel, offenbart sich Eichmann den Ermittlern.
Der Film endet mit der Entführung Eichmanns nach Israel in einer El-Al-Maschine.

## Hintergrundinformationen
Gedreht an Originalschauplätzen in Argentinien (darunter auch das Originalversteck, und das Originalhaus, in dem Eichmann vor seiner Verhaftung lebte), rekonstruiert der Film die Festnahme und Haft in einem argentinischen Haus.
Der Film wird zu den Independentfilmen gezählt; Robert Duvall betreute die Produktion zudem als Executive Producer.

## Trivia
- Michael Tucci ist Schwiegervater von Stanley Tucci, der im Film Die Wannseekonferenz aus dem Jahr 2001 Adolf Eichmann verkörperte.

## Auszeichnungen
- 2 Emmy-Nominierungen
  - Bester Schnitt
  - Bester Hauptdarsteller
- 1 Screen Actors Guild Award
  - Bester Hauptdarsteller
- 1 Artios-Nominierung
  - Bestes Casting